# CALIPSO
A CALIPSO (Cloud-Aerosol Lidar and Infrared Pathfinder Satellite Observations) egy francia–amerikai műhold, amelynek feladata függőleges légköri profilok mérése, 30 méteres felbontással, az A-Train program keretében. Aktívan (lézer segítségével) figyeli az aeroszolokat és felhőket napi 24 órán keresztül.

## Repülés

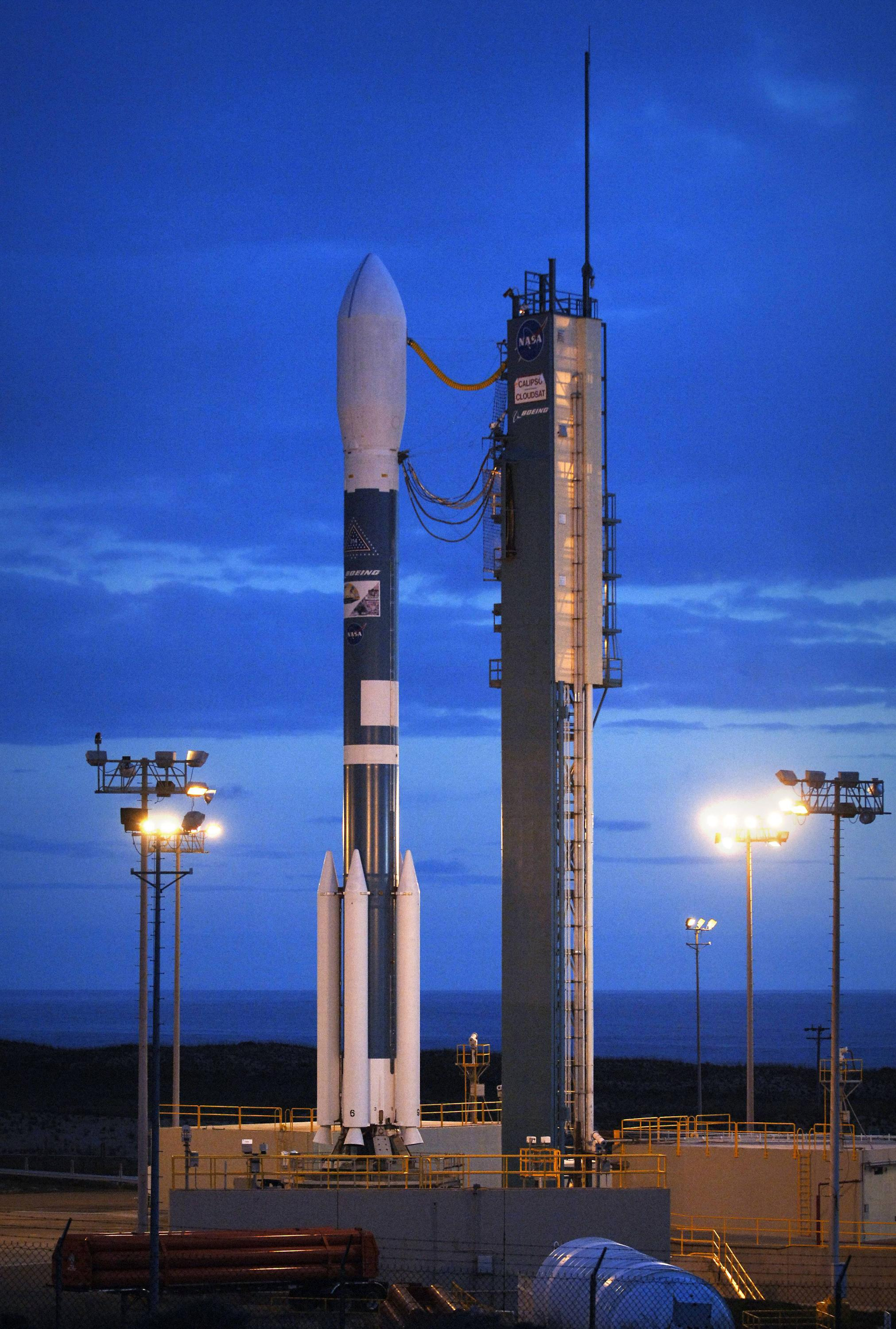
A Delta II rakéta a CALIPSO és a CloudSat műholdakkal Vandenbergben

A CALIPSO-t 2006. április 28-án indították a CloudSat műholddal együtt egy Delta II hordozórakétával a Vandenberg légitámaszpontról.

## Műszerek
- Cloud-Aerosol Lidar with Orthogonal Polarization (CALIOP): a műhold legfontosabb műszere két hullámhosszon (532 és 1064 nm) polarizált lézernyalábokat bocsát ki, és a visszavert fény alapján következtet a felhőzet tulajdonságaira.
- Wide Field Camera (WFC): a Ball Aerosopace CT-633 csillagkövető kamerájának módosított változata. Az Aqua műhold MODIS műszerével dolgozik együtt.
- Imaging Infrared Radiometer (IIR): méri a cirrusz felhők emisszivitását és a részecskék méretét.

### Magyar oldalak
- Kettős műholdindítás a klímakutatás jegyében (2005. szeptember 3.)

### Külföldi oldalak
- CALIPSO Outreach
- A CALIPSO és az A-Train
- A NASA CALIPSO oldala